# Akazienratten
Die Akazienratten (Thallomys) sind eine Nagetiergattung aus der Gruppe der Altweltmäuse (Murinae). Die Gattung umfasst vier Arten. 
Akazienratten erreichen eine Kopfrumpflänge von 12 bis 16 Zentimetern, hinzu kommt ein 13 bis 21 Zentimeter langer Schwanz. Das Gewicht beträgt 63 bis 100 Gramm. Ihre Haare sind eher lang, der Rücken ist gelbgrau bis graubraun gefärbt, wobei die Oberseite dunkler als die Flanken ist. Der Bauch ist weiß, ebenso die Pfoten.
Diese Nagetiere  leben im östlichen und südlichen Afrika, ihr Verbreitungsgebiet erstreckt sich von Äthiopien und Somalia bis Angola und Südafrika. Ihr Lebensraum sind Buschländer und andere offene Habitate, häufig sind sie auf Akazien zu finden. Sie können gut klettern und bauen ihre Nester in den Astgabeln oder in Löchern im Wurzelwerk. Üblicherweise beherbergt ein großer Baum eine Gruppe dieser Tiere, die Gruppen bestehen aus höchstens zwei ausgewachsenen Paaren samt dem Nachwuchs. Ihre Nahrung besteht aus Knospen, Blättern und Baumsäften, manchmal auch Insekten oder Früchte.
Es werden vier Arten unterschieden:
- Thallomys loringi lebt in Kenia und Tansania.
- Thallomys nigricauda ist im südwestlichen Afrika beheimatet.
- Die (Eigentliche) Akazienratte (Thallomys paedulcus) bewohnt weite Teile des östlichen und südlichen Afrikas.
- Thallomys shortridgei kommt nur entlang des Oranje-Flusses in Südafrika vor.

Der Gefährdungsgrad von T. shortridgei ist unklar, da in jüngerer Zeit keine Sichtungen gemacht wurden, die übrigen drei Arten sind laut IUCN nicht gefährdet.
Systematisch sind die Akazienratten Teil der Oenomys-Gruppe innerhalb der Altweltmäuse.